# Gobiosuchus
Gobiosuchus kielanae
Genre
Espèce
Gobiosuchus est un genre éteint de petits crocodyliformes, un clade qui comprend les crocodiliens modernes et leurs plus proches parents fossiles.
Une seule espèce est rattachée au genre, Gobiosuchus kielanae, décrite par Halszka Osmólska en 1972, une description complétée en 1997 par elle même et ses collègues. Elle est rattachée à la famille des Gobiosuchidae.

## Étymologie
Le nom de genre Gobiosuchus combine le nom du désert de Gobi où les fossiles de l'animal ont été découverts et le mot du grec ancien Soũkhos, « crocodile » pour donner « crocodile du désert de Gobi ».

## Découverte
Gobiosuchus kielanae a été trouvée dans les couches rouges de la formation de Djadokhta dans le désert de Gobi en Mongolie. Cette formation géologique est datée essentiellement du Campanien (Crétacé supérieur), soit il y a environ entre 83,6 et 72,2 millions d'années.
Les restes fossiles de l'holotype, référencés ZPAL MgR-IV67, incluent un crâne presque complet mais sans mandibules et des éléments désarticulés du squelette post-crânien comprenant des vertèbres dorsales distales, l'humérus gauche, les parties proximales du cubitus et du radius gauches, les restes mal conservés des fémurs et tibias, le péroné gauche et des fragments des os carpiens et métacarpiens gauches et des côtes. D'autres spécimens ont été répertoriés ensuite.

## Description
Gobiosuchus est un Crocodyliformes de petite taille avec d'une longueur totale d'environ 60 centimètres, dont environ 8 centimètres pour le crâne. Il partage de nombreuses caractéristiques avec un très proche parent, Zaraasuchus shepardi, découvert également en Mongolie dans la même formation. À la différence de Zaraasuchus, Gobiosuchus est dépourvu des fenestrae infra-temporales.
C'était un animal purement terrestre et probablement insectivore, avec un museau est plus large que haut, et une armure constituée d'ostéodermes dont deux rangées longitudinales d'ostéodermes dorsaux.

## Classification
L'analyse phylogénétique de ces deux taxons indique qu'ils forment un groupe monophylétique en position basale parmi les crocodyliformes.
Ce clade est la famille des Gobiosuchidae créée par Halszka Osmólska en 1972,.
L'analyse phylogénétique des Crocodyliformes réalisée par Mario Bronzati, Felipe Chinaglia Montefeltro et Max C. Langer   en 2012, confirme la position de Gobiosuchus en groupe frère de Zaraasuchus. Ce genre est proche également d'un autre Gobiosuchidae décrit dans le Crétacé inférieur d'Espagne en 2017 : Cassissuchus.